# Leersumse Berg
De Leersumse Berg is een heuvel in de gemeente Utrechtse Heuvelrug in de Nederlandse provincie Utrecht. De heuvel ligt ten noordoosten van Leersum en maakt deel uit van de stuwwal Utrechtse Heuvelrug. In het westen liggen de Lombokheuvel en de Donderberg en in het oosten ligt de Geerenberg.
De heuvel is ongeveer 35 meter hoog. Op de heuvel ligt Bosbad Leersum en loopt de Scherpenzeelseweg.

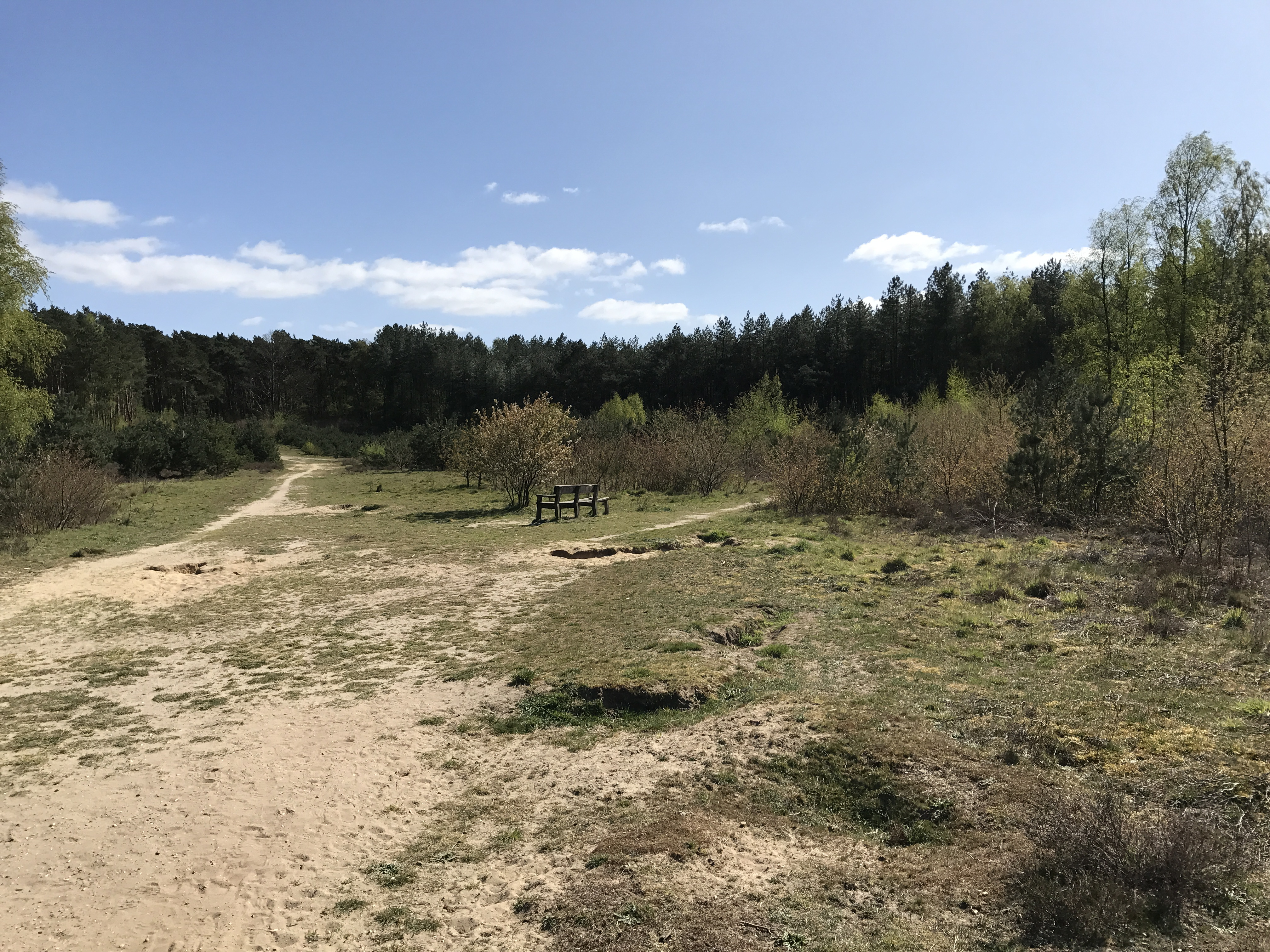
Noordzijde Leersumse Berg
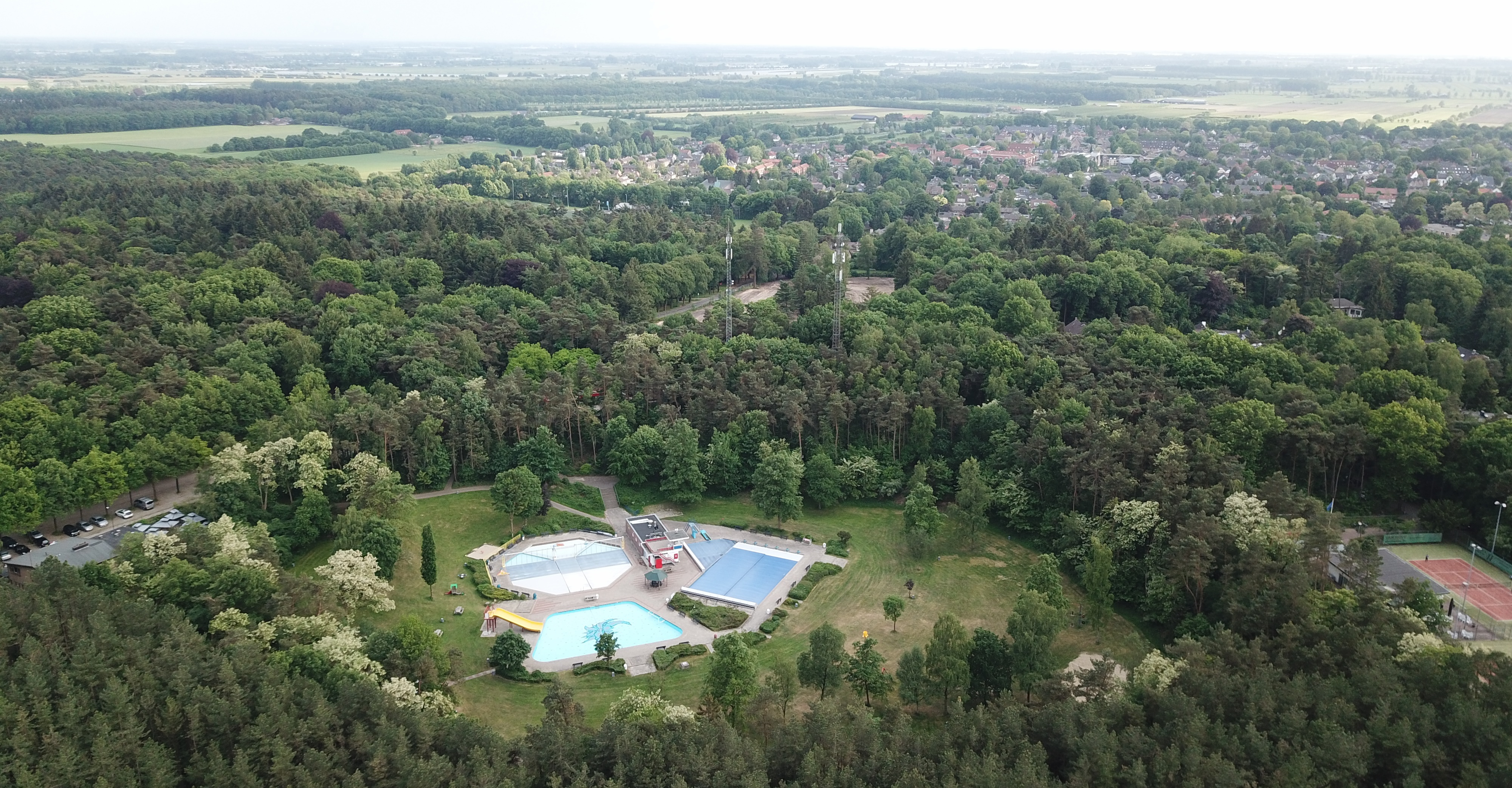
Leersumse Berg met Bosbad en het dorp daarachter. Kijkrichting: zuiden. In de verte is de Nederrijn te ontwaren.